# Mashantucket, Connecticut
Mashantucket, Connecticut (енгл. Mashantucket) насељено је место без административног статуса у америчкој савезној држави Конектикат.

## Демографија
По попису из 2010. године број становника је 299.
| Група             | 2000.    | 2010.      |
| Белци             | 0 (0,0%) | 42 (14,0%) |
| Афроамериканци    | 0 (0,0%) | 18 (6,0%)  |
| Азијати           | 0 (0,0%) | 0 (0,0%)   |
| Хиспаноамериканци | 0 (0,0%) | 38 (12,7%) |
| Укупно            | 0        | 299        |